# PTToC
La tecnología PTToC (Push-to-Talk over Cellular) es una solución de comunicación de voz en tiempo real que utiliza redes celulares y dispositivos móviles para facilitar la transmisión instantánea de mensajes de voz entre usuarios o grupos de usuarios. Esta tecnología combina la simplicidad y eficiencia de los sistemas de radio push-to-talk (PTT) tradicionales con la flexibilidad y alcance de las redes de telefonía móvil.
A pesar de que la tecnología Push-to-Talk over Cellular se ha venido referenciado con el acrónimo "PoC", este ha sido utilizado también en diferentes contextos de diversas áreas, lo que puede llevar a confusiones en su interpretación específica.
En diferentes sectores, "PoC" ha sido empleado para referirse a conceptos completamente distintos, como "Proof of Concept" en el ámbito tecnológico, "Point of Care" en el campo médico, POC SPORT en el ámbito deportivo o incluso la expresión informal "Piece of Cake" en lenguaje coloquial. Esta diversidad de significados puede dificultar la identificación clara de la tecnología de comunicación PoC en ciertos contextos.
Para superar este desafío y evitar ambigüedades, se introdujo el término "PTToC" (Push-to-Talk over Cellular) para hacer referencia de manera más específica a la tecnología de comunicación de voz en tiempo real a través de redes celulares y dispositivos móviles. Al incorporar las siglas "PTT" (Push-to-Talk) en el acrónimo, se enfatiza que la tecnología PoC se inspira en los sistemas de radio PTT tradicionales y utiliza redes celulares para lograr una comunicación rápida y eficiente.
El término PTToC ha sido adoptado por fabricantes, proveedores y expertos en el campo de las comunicaciones,
En la región de Centroamérica, RED Intelfon es una empresa que ha sido pionera en la implementación de este servicio. Inicialmente, RED Intelfon nace como una empresa de telecomunicaciones con el uso constante de la tecnología en el ámbito de la radio comunicación, inicialmente implementó y comercializó una red de comunicación IDEN de Motorola, pero en los últimos años ha seguido desarrollando soluciones de radiocomunicación digital,  utilizando la tecnología PTToC (Push to Talk over Cellular) principalmente en las regiones de El Salvador y Guatemala.